# サイトリ細胞研究所
株式会社サイトリ細胞研究所（Cytori Cell Research Institute,Inc.）は、細胞治療関連の医療機器の開発・販売、不動産賃貸などを行う企業。

## 沿革

### 持株会社設立前（ゼィープラス時代）
- 1931年（昭和6年）9月 - 東京都品川区大井元芝町にて個人企業として石井工具製作所を創立。
- 1937年（昭和12年）4月 - 東京都大田区西六郷に本社及び工場を新築移転し、石井精密工業株式会社に組織変更。
- 1962年（昭和37年）9月 - 東京証券取引所第二部に上場。
- 1988年（昭和63年）11月 - 土地・建物の分譲業務を開始。
- 1995年（平成7年）
  - 4月 - イシイ・リグラインド株式会社を設立。
  - 5月 - ゼンケンイシイファイナンス株式会社を設立。
  - 7月 - ファイナンス事業を開始。
- 1996年（平成8年）8月 - 印刷事業を開始。
- 1997年（平成9年）4月 - ゼンケンイシイファイナンスを合併し、株式会社イシイコーポレーションに社名変更。
- 2000年（平成12年）
  - 10月 - 
    - ゼィープラス株式会社に社名変更。
    - 工具事業部を営業譲渡し、イシイ・リグラインドを株式会社イシイコーポレーションに社名変更した上で株式売却。工具事業より撤退。
    - 東京都新宿区西新宿一丁目4番11号に本店を移転。
- 2001年（平成13年）4月 - 英知出版株式会社の株式を取得。
- 2002年（平成14年）
  - 6月 - 英知出版が新設分割によりインフォレスト株式会社を新設。
  - 10月 - 英知出版の株式を売却（インフォレストは引き続き連結子会社）。
- 2004年（平成16年）4月 - 株式会社ザイオン（後のセブンシーズ・テックワークス）を連結子会社化。

### 持株会社設立後
- 2004年（平成16年）
  - 10月 - ゼイープラス株式会社が株式移転により、持株会社ゼィープラスホールディングス株式会社を設立。ゼィープラスに代わり、ゼィープラスホールディングスが東京証券取引所第二部上場となる。
  - 11月 - ファイナンス事業から撤退
- 2005年（平成17年）
  - 4月 - ゼイープラス・マネジメント株式会社（旧・ゼイープラス）を吸収合併。
  - 5月 - 印刷事業から撤退
  - 8月 - ゼィープラスホールディングスをセブンシーズホールディングス株式会社に社名変更。
  - 9月 - 株式会社ピーアール・ライフの株式を取得、連結子会社化。
  - 11月 - 株式会社リンクス（現・セブンシーズマーケティングリサーチ）及び株式会社マーケットフォーカス（2009年、セブンシーズマーケティングリサーチに合併）の株式を取得、連結子会社化。
- 2006年（平成18年）
  - 3月 - 株式会社ローカスの株式を取得、連結子会社化。
  - 7月 - モバイル・コマース・ソリューション株式会社の株式を取得、連結子会社化。
- 2007年（平成19年）
  - 7月 - 
    - Sevenseas Entertainment,Inc.の株式を取得、連結子会社化。
    - エイチビー・ジャパン株式会社（後のセブンシーズ・メディアアンドマーケティング）の株式を取得、連結子会社化。
- 2009年（平成21年）
  - 2月 - インフォレストが株式会社ローカスを吸収合併。
  - 5月 - 株式会社ピーアール・ライフの株式をセブンシーズ・テックワークス株式会社に譲渡。データセンター事業を行うDR Fortress,LLCの持分をセブンシーズ・テックワークスより譲受。
- 2010年（平成22年）
  - 3月 - インフォレストの株式を売却。
  - 4月 - セブンシーズ・テックワークスの株式を一部売却し、同社及び株式会社ピーアール・ライフが持分法適用関連会社となる。
  - 9月 - Sevenseas Entertainment,Inc.を解散。
- 2011年（平成23年）5月 - セブンシーズ・テックワークス株式会社（現・ビットワングループ）の株式を一部売却し、同社及び株式会社ピーアール・ライフが持分法適用関連会社からも外れる。
- 2012年（平成24年）
  - 2月 - セブンシーズ債権回収株式会社を設立。
  - 9月 - DR Fortress,LLCの保有持分全てを同社に譲渡。東京都港区南青山へ本店を移転。
- 2013年（平成25年）
  - 1月 - セブンシーズマーケティングリサーチの全株式を同社代表者に譲渡。
  - 12月 - モバイル・コマース・ソリューション株式会社がセブンシーズ・メディアアンドマーケティングを吸収合併。
- 2014年（平成26年）5月 - 傘下のインフォレストが事業停止。セブンシーズフィナンシャルソリューションズ株式会社を設立。
- 2015年（平成27年）6月 - モバイル・コマース・ソリューション株式会社の全株式を譲渡。
- 2016年（平成28年）
  - 3月 - 東京都港区虎ノ門へ本店を移転。
  - 5月 - セブンシーズフィナンシャルソリューションズを解散。
- 2017年（平成29年）
  - 2月 - 子会社が有するフィナンシャルソリューション事業に関する買取債権及び販売用不動産を譲渡し、債権管理回収業を休止。
  - 5月 - セブンシーズ債権回収を解散。
  - 11月 - ACA株式会社の投資ファンド・アクア戦略投資事業有限責任組合が株式公開買付けにより65.01%の株式を取得。
- 2018年（平成30年）
  - 3月 - 株式会社インターナショナル・ラグジュアリー・メディアの全株式を譲渡。
  - 10月 - FRACTALE株式会社に社名変更。子会社のセブンシーズ・アセット・マネジメント株式会社もデューイ株式会社に社名変更。
- 2019年（平成31年）4月 - 投資事業有限責任組合を通じ、サイトリ・セラピューティクス株式会社を連結子会社化。
- 2019年（令和元年）9月 - 合同会社を通じ、ホテル金沢株式会社を連結子会社化。現在地へ本店移転。
- 2022年（令和4年）7月 - 商号を株式会社サイトリ細胞研究所へ変更[2]。

## 関連企業
- デューイ株式会社
- ホテル金沢株式会社
- サイトリ・セラピューティクス株式会社